# Rosa-amarela-do-texas

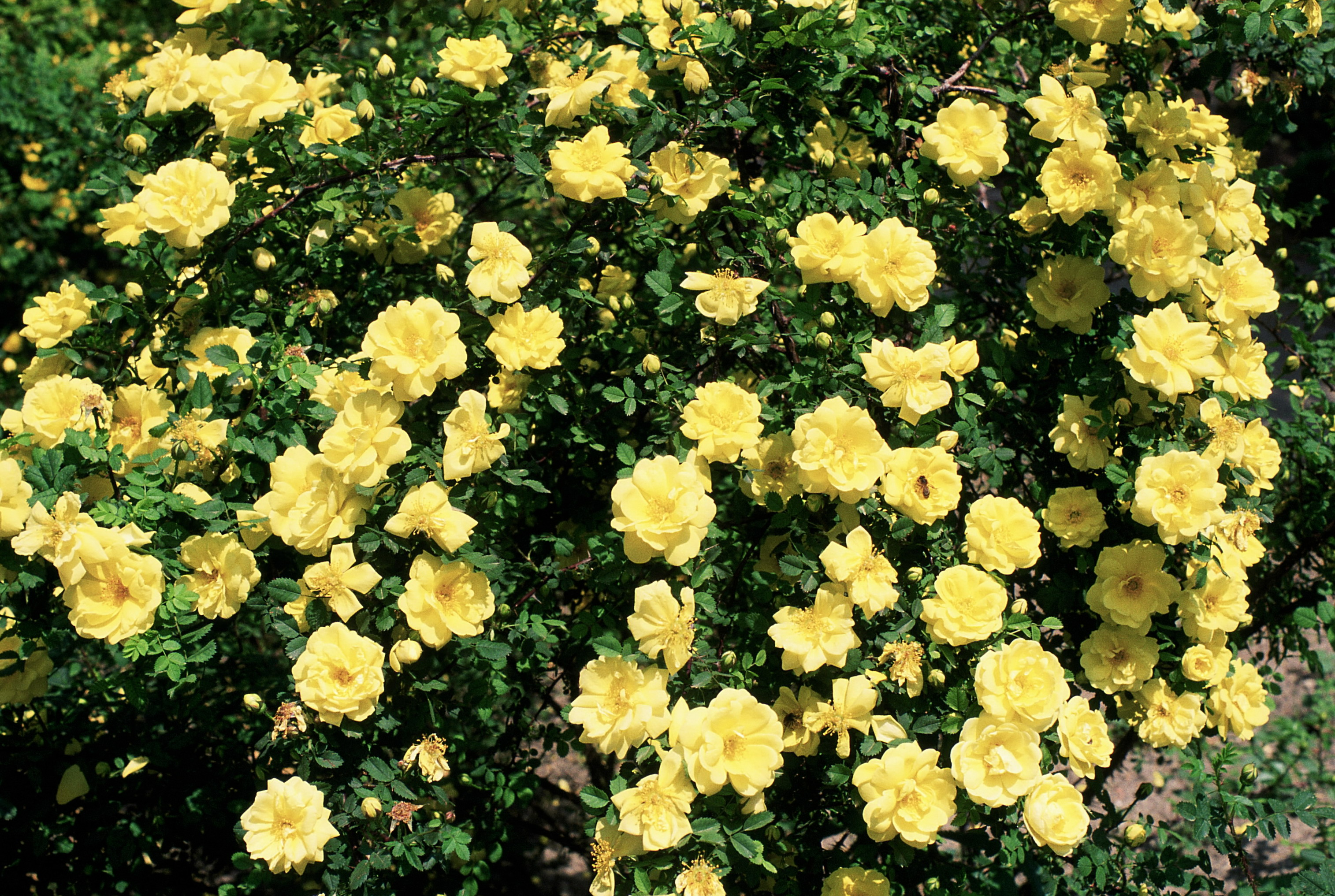
Rosa-amarela-do-texas

Rosa-amarela-do-texas é um rosa híbrida que surgiu por acaso a partir de Rosa foetida.